# Abdulkerim Nadir Pasha

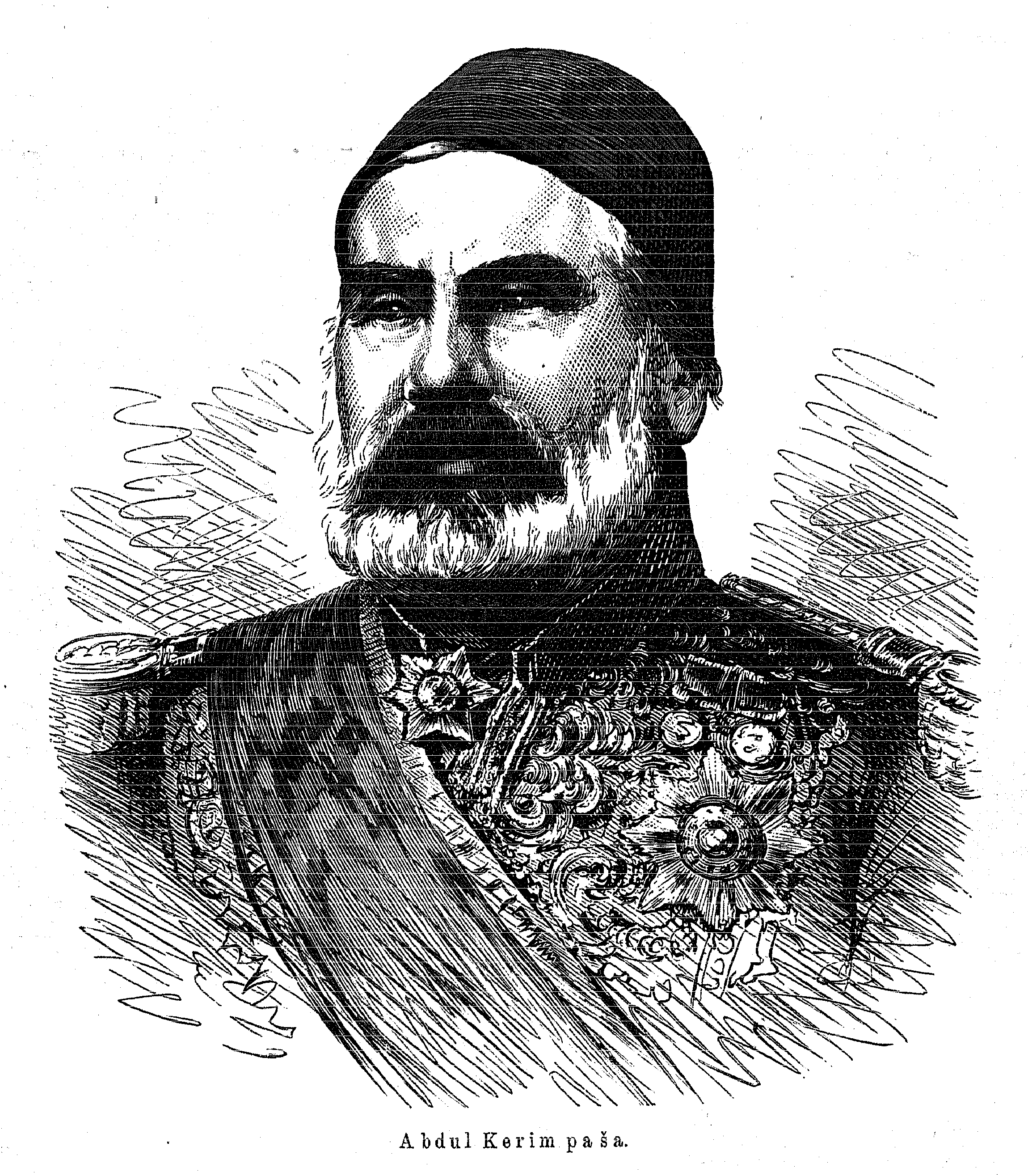
Abdülkerim Nadir Paşa (1877)

Abdulkerim Nadir Pasha, född 1807, död 1883, var en osmansk pascha och militär, född i Zagra. Han utexaminerades från militärakademin i Istanbul och sändes till Wien år 1835 för att fortsätta sin utbildning. Han var befälhavare över de osmanska styrkorna baserade i östra Anatolien under Krimkriget där han ledde många anfall mot de ryska styrkorna vid Gjumri. Efter flera militära misslyckanden i detta område entledigades han från sin position och ersattes med Ahmed Pasha. Efter kriget utnämndes han till guvernör över Thessaloniki. Han var kommenderande general även under Kretaupproret 1867-1868. 
Han valdes in som senator i det konstitutionella parlamentet år 1876, men stannade även kvar på sin position inom armén. Abdulkerim var tidvis krigsminister. Han omorganiserade armén genom en reguljär reserv, ny beväpning, europeiskt avfattade reglementen med mera samt upprättade ett lantvärn och krigsskolor. och tog itu med flera uppror i Serbien år 1877. På grund av sina framgångar i handhavandet med dessa upplopp utnämndes han till befälhavare över en division vid Donau under det rysk-turkiska kriget. Efter flera befälsmisslyckanden i detta krig, då ryssarna kunde gå över Donau och framrycka vidare, avvisades han av krigsrätt till Rhodos, där han senare avled.